# Altai (Bayan-Ölgii)
Pour les articles homonymes, voir Altaï (homonymie).
Altai (mongol : ᠠᠯᠲᠠᠢ
ᠰᠤᠮᠤ, cyrillique : Алтай сум, MNS : Altai sum) est un sum du aïmag de Bayan-Ölgii, à l’extrémité Ouest de la Mongolie, principalement peuplée de Kazakhs.